# 2e division blindée (France)
Pour les articles homonymes, voir 2e division.
 (janvier 2010).
La 2e division blindée (2e DB) est une ancienne unité de la 1re armée française de l'arme blindée et cavalerie créée pendant la Seconde Guerre mondiale par le général Leclerc. Elle est souvent appelée Division Leclerc.
L'héritière actuelle de ses traditions est la 2e brigade blindée (2e BB), qui a d'ailleurs repris le nom de 2e division blindée entre 1977 et 1999.

## Création et différentes dénominations
- 1er mars 1941 : la colonne Leclerc remporte sa première victoire à Koufra et fait serment de ne déposer les armes que « quand les belles couleurs françaises flotteront sur la cathédrale de Strasbourg ».
- Février 1943 : la colonne Leclerc devient la « Force L » (comme Leclerc) dans le cadre de la 8e armée britannique.
- Mars 1943 : la « Force L » reçoit le renfort de la « Colonne volante », commandée par le commandant Rémy.
- 30 mai 1943 :  la « Force L » devient officiellement la 2e DFL (division française libre).
- 24 août 1943 : la 2e DFL devient la 2e DB (division blindée).
- 31 mars 1946 : dissolution
- 1960 : formation de la 2e brigade blindée, renommée 2e division blindée de 1979 à 1999

## Historique des garnisons, campagnes et batailles

### Seconde Guerre mondiale

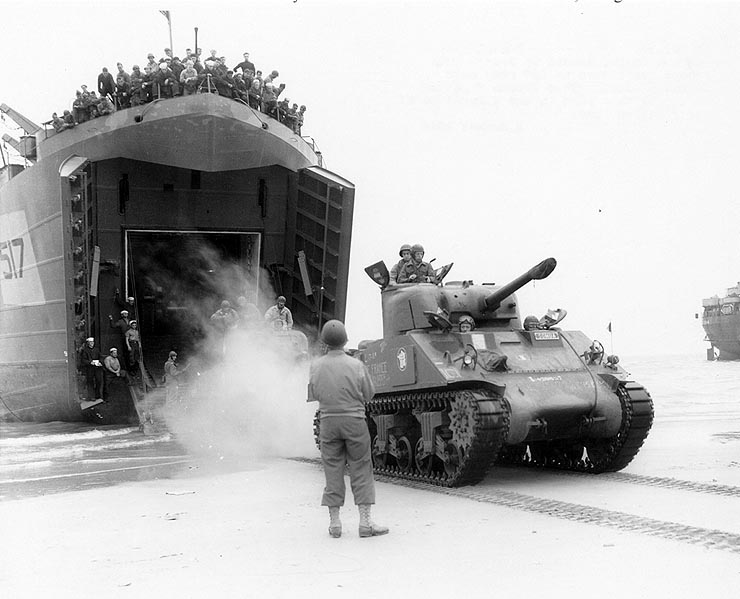
M4 Sherman du de chasseurs d'Afrique de la 2e DB débarquant d'un Landing Ship Tank en Normandie en août 1944.

#### Guerre du désert
La colonne Leclerc des FFL prend l'oasis de Koufra le 1er mars 1941 des mains de l'armée italienne durant la guerre du Désert. Le lendemain, le général Leclerc prononce le serment de Koufra.
L'année suivante, en 1942, la colonne Leclerc effectue une série de raids en direction du Fezzan (en Libye). En 1943, le Fezzan est conquis et la colonne Leclerc fait sa jonction avec la 8e armée britannique qu'elle accompagne dans la campagne de Tunisie où elle s'illustrera notamment à Ksar-Ghilane.

#### Naissance de la2eDB
Le 15 mai 1943, cette force est transformée en 2e division française libre à Sabratha en Libye et le 24 août 1943, elle est renommée 2e division blindée à Témara (Protectorat français du Maroc). Le général Giraud, qui remplaçait depuis peu l'amiral Darlan (assassiné le 24 décembre 1942 à Alger), profite de la présence du président Roosevelt à Casablanca (lors de la conférence d'Anfa du 10 au 24 janvier 1943) pour obtenir l'aide américaine en équipement militaire moderne destiné aux troupes françaises (notoirement sous-équipées à cause des sévères clauses d'armistice de l'occupant germano-italien), ce qui permettra de transformer la 2e DB en redoutable division mécanisée et d'équiper l'Armée d'Afrique du général de Lattre de Tassigny.
Les effectifs de la 2e viennent en partie des Forces françaises libres, mais principalement de l’armée d'Afrique. Cette fusion dans une seule division d'unités provenant de ces deux armées est un cas unique.
Cette division qui doit transiter par la Grande-Bretagne, est, selon les exigences des Américains et des Britanniques, « blanchie » lors de sa formation durant l'été 1943 et ne compte plus qu'un soldat noir, Claude Mademba Sy. Selon plusieurs historiens, tels Christine Levisse-Touzé et Olivier Forcade, les Nord-Africains quant à eux, au nombre de 3 603, représentent environ 25 % de ses effectifs. Principalement républicains espagnols, 500 volontaires étrangers rejoignent aussi ses rangs,. Fait peu connu, la division a aussi compté des femmes, un groupe d'ambulancières volontaires créé par l'Américaine Florence Conrad, le Groupe Rochambeau, surnommé Les Rochambelles et qui a participé aux combats de la Libération, jusqu'en Allemagne.
Rééquipée de matériel américain, elle s'embarque le 11 avril 1944 à Casablanca et Mers el-Kébir pour le Royaume-Uni et débarque à Swansea après onze jours de traversée.

##### Armement et articulation
Chaque char M4 Sherman, armé d'un canon de 75 et de trois mitrailleuses et disposant d'un poste émetteur-récepteur, était servi par cinq hommes (un chef de char, un conducteur, un chargeur, un tireur et un mitrailleur). Ils disposaient d'armes individuelles (pistolets semi-automatiques et pistolets-mitrailleurs), d'une centaine d'obus perforants, explosifs ou fumigènes et de milliers de cartouches de mitrailleuses (7,62 mm et 12,7 mm) et de grenades. Chaque escadron se composait de 17 chars et de 3 autochenilles M3 Half-track dont 2 servant d'ateliers mobiles de réparations. Il y avait aussi deux camions Dodge tractant des remorques et une pièce de 57 mm antichars. Un camion GMC transportait la réserve de carburant. Deux Jeeps destinées au capitaine et au lieutenant chef d'échelon.
Au total, la division comptait 4 200 véhicules.

#### Bataille de Normandie
À partir du 1er août 1944, elle débarque à Saint-Martin-de-Varreville, dans le secteur de débarquement d'Utah Beach, en étant rattachée à la IIIe armée américaine du général George Patton qui accueille favorablement le général Leclerc dès son arrivée.
La division française est associée à la 5e division blindée et à la 79e division d’infanterie américaines pour former le 15e corps d'armée commandé par le général Haislip. Après son regroupement à La Haye-du-Puits (Manche), la division reçoit l'ordre d'avancer plein sud sur les routes du Cotentin (avant un bref séjour aux environs d'Avranches afin de parer à une contre-attaque de la 3e Panzer allemande) puis vers Le Mans, dans l'opération Cobra. Un peloton du Groupement Tactique Langlade voit brièvement le feu à Mortain lors de l'offensive allemande du 7 août, mais l'unité est cependant relevée rapidement de cette mission. En effet, profitant de l'avantage du « goulot » d'Avranches, Leclerc lance sa division vers Vitré et Château-Gontier, puis vers Le Mans.

#### La2edivisionblindée dans la Sarthe
Du Mans, l'attaque du XVe corps d'armée américain du général Haislip en direction d'Alençon est prévue pour le 10 août à 7 heures. Pour ce faire, la manœuvre nécessite de faire pivoter au Mans toute la 5e division blindée américaine plein nord, avec pour axe de progression Savigné-l'Évêque, Bonnétable, Marolles-les-Braults, Mamers, puis la forêt de Perseigne. La 2e division blindée du général Leclerc reçoit la mission de mener la même offensive sur la gauche de la 5e division blindée, dans l'axe Le Mans - Alençon.

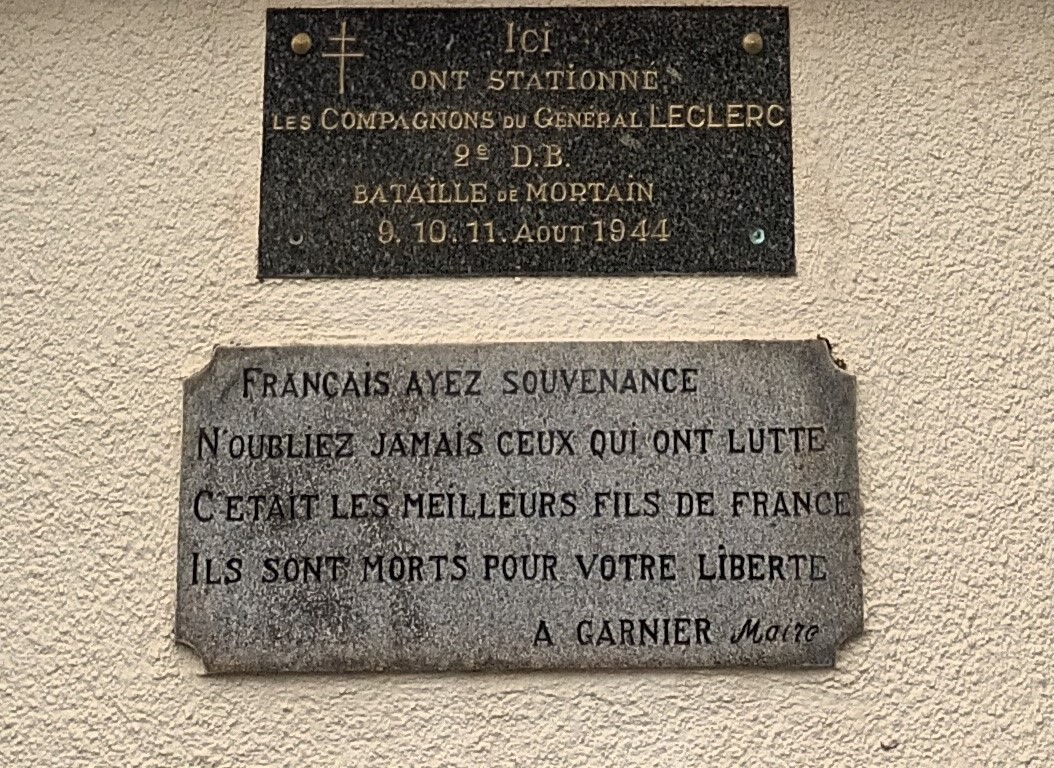
La plaque de commémoration aux Loges-Marchis.

La ville du Mans est libérée par les troupes américaines le 8 août. La 2e division blindée contourne la ville par l'ouest et le nord et traverse la Sarthe sur un pont du génie à La Chapelle-Saint-Aubin. Les Allemands ont mis en place une ligne de défense sur l'axe Saint-Marceau à Bonnétable, avec les troupes de la 9e Panzerdivision, arrivée de Nîmes peu de temps auparavant. Se joignent à ce dispositif les débris de la 308e division blindée et de la 130e Panzer Lehr, principalement destinés à ralentir la progression des Alliés par des embuscades antichars.

#### Fer de lance en Normandie
Le général Leclerc n'a alors de cesse de se porter à l'avant du dispositif du XVe corps. Après la Sarthe, la division Leclerc est à la pointe du dispositif américain, réalisant un mouvement d'encerclement. Rapidement, les troupes du XVe corps US se portent vers le nord, et c'est la 2e DB qui libère Alençon le 12 août 1944, si rapidement que les Allemands en sont décontenancés. Le général Patton, commandant la IIIe armée, ne tarit pas d'éloges au sujet du général Leclerc qui appliquait les principes de l'attaque à outrance depuis que les Français étaient entrés en Normandie.
Aussi les Américains font-ils de la 2e DB le fer de lance de leur attaque vers Argentan pour fermer la poche de Falaise. Or, après de terribles combats dans le secteur de la forêt d'Écouves, les troupes françaises se dispersent et débordent de leur secteur au sud d'Argentan, à tel point qu'ils ralentissent la progression de la 5e division blindée américaine à Sées. Les Américains, lancés vers Argentan, sont quelque peu retardés, et Leclerc se fait réprimander par le général américain commandant la 5e DB américaine car il n'a pas respecté les ordres, retardant peut-être la fermeture de la poche de Falaise-Argentan. Les Français de Leclerc, ayant libéré Carrouges et Écouché le 13 août, lancent une unité de reconnaissance au centre d'Argentan, mais cette unité est chassée par des blindés allemands lors d'une contre-attaque.
Il est clair que les Allemands vont défendre la ville avec acharnement. Leclerc, qui occupe un temps les hauteurs sud de la cité normande, demande alors l'autorisation d'envoyer le gros de ses troupes vers Paris pour libérer la capitale. Le haut-commandement américain et notamment Eisenhower doit trancher.

#### Libération de Paris

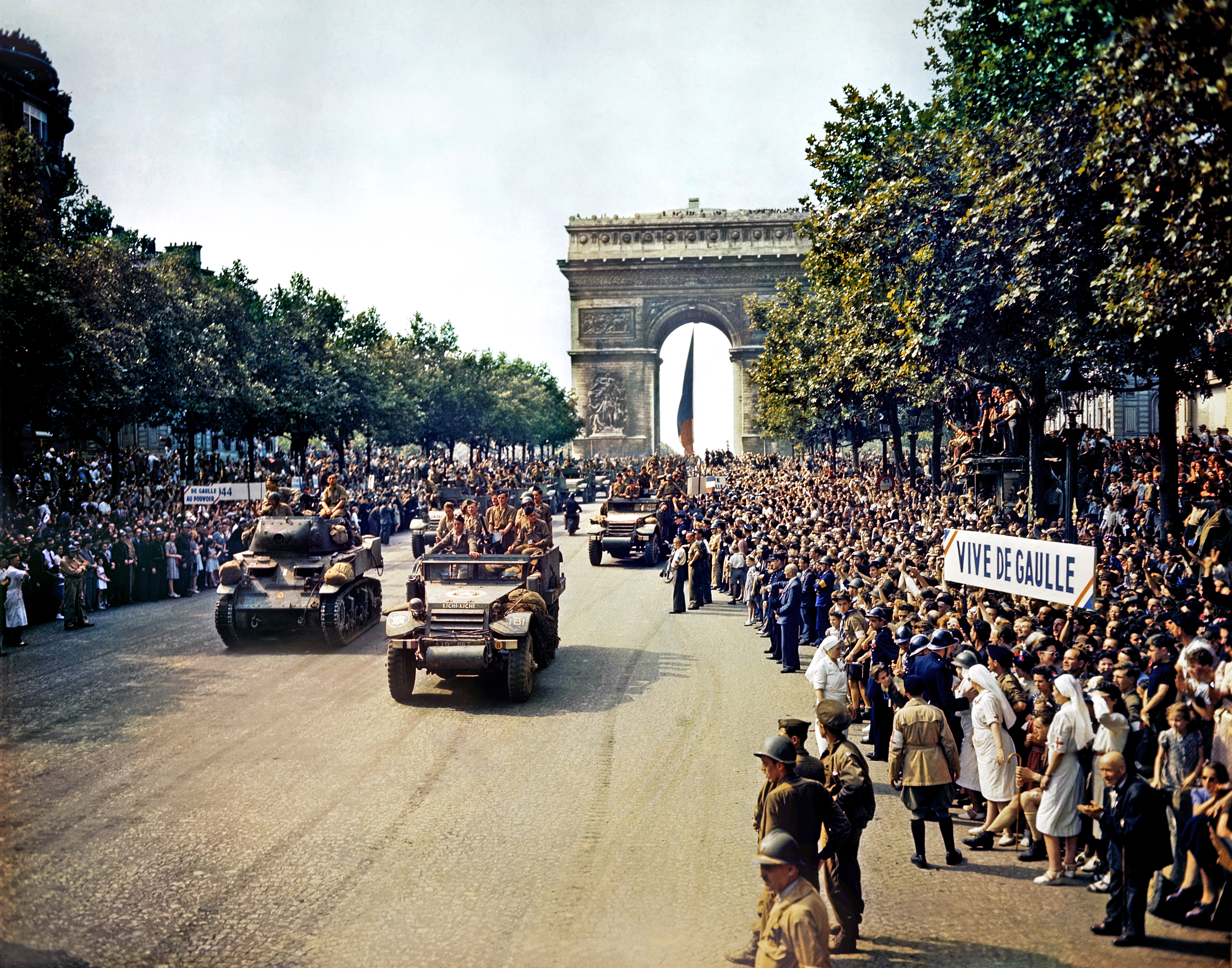
Défilé sur les Champs-Élysées le 26 8 1944 après la libération de Paris.

Initialement, le général Eisenhower souhaite après le débarquement réussi foncer sur l'Allemagne en contournant Paris. Convaincu par de Gaulle et les services secrets alliés de l'importance stratégique de la capitale (les Allemands de Paris constituent une menace sur les flancs de l'armée alliée), il donne finalement l'ordre à Leclerc de marcher sur Paris le 22 août 1944. Le jour même en début d'après-midi, ce dernier a pris l'initiative (ce qui confine à l'insubordination puisqu'il désobéit au général Gerow) de diriger vers Versailles un détachement de sa division, le groupement Guillebon.
Suivant l'ordre reçu de leur chaîne de commandement, les unités de combat américaines s'arrêtent quelque temps devant Argentan afin de pousser la 2e DB vers l'avant en prévision de la libération de Paris. Le haut commandement finit par insister : Paris doit être libéré par des Français. Les Américains permettent ainsi aux combattants de la 2e DB de se distinguer en devenant la première unité alliée à entrer dans Paris, les 24 et 25 août 1944 et de recevoir la reddition de Dietrich von Choltitz.
La 2e DB quitte Paris le 8 septembre 1944 au matin et marche vers l'Est. Elle affrontera les forces allemandes de Manteuffel puis de Feuchtinger. À Dompaire, le 13 septembre 1944, elle écrase la 112e Panzerbrigade (59 chars détruits) qui disparait de l'ordre de bataille allemand.

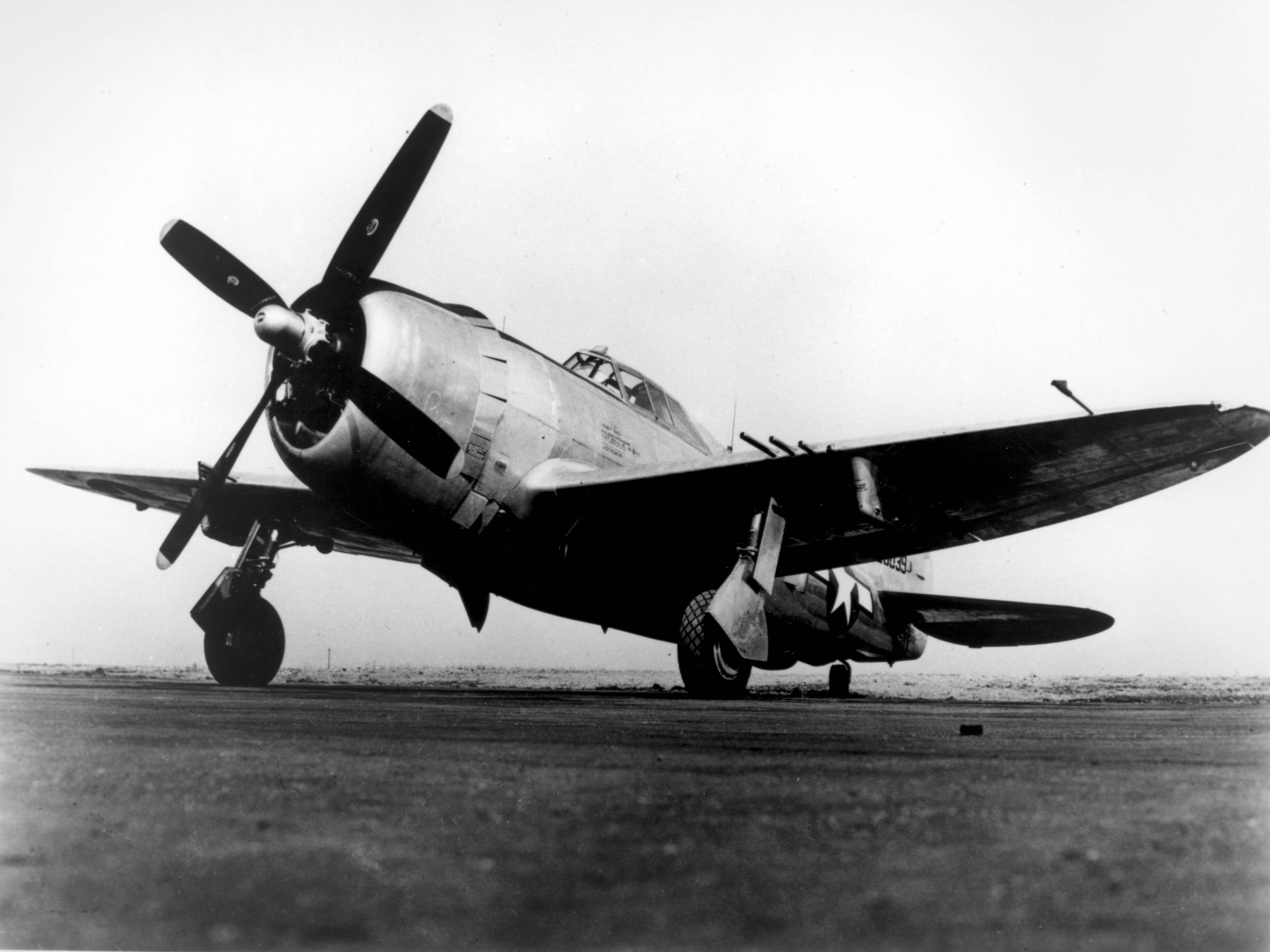
Republic P-47 Thunderbolt, avion chasseur et appui-feu au sol, grand tueur de blindés allemands, grâce à ses roquettes.

Elle libère Baccarat le 1er novembre. Elle marque une pause devant la Vor-Vogesen-Stellung, ligne allant de Blâmont à Badonviller, le long des Vosges, du Donon à la région de Bitche, puis libère Sarrebourg. Elle barrait, au nord, la trouée de Saverne et la route de Strasbourg. La 2e DB traverse quand même les Vosges en passant par Dabo grâce à une manœuvre rapide et hardie au nez et à la barbe des Allemands (comme les affectionnait Leclerc) : cette manœuvre permet de libérer Strasbourg rapidement (objectif ultime du serment de Koufra de 1941).

#### Libération de Strasbourg
La route menant à Strasbourg est jalonnée de sévères combats.
Le 23 novembre 1944, Strasbourg est libérée. Lorsque le lieutenant-colonel Rouvillois entre dans Strasbourg, il lance la célèbre phrase codée « Tissu est dans iode » pour signaler sa réussite dans la prise de la capitale alsacienne.

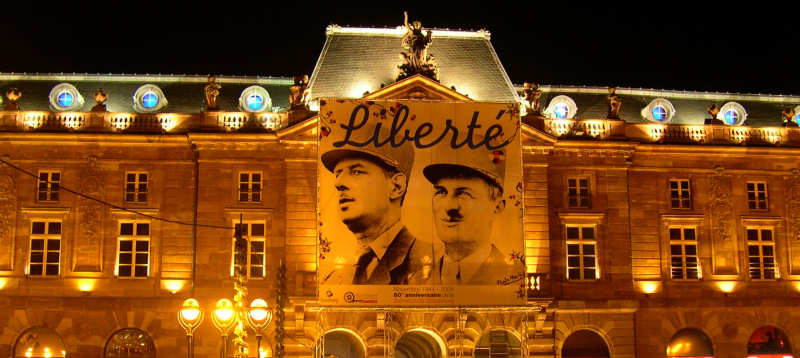
Célébrations du de la libération de Strasbourg. Le 23 novembre 1944, la 2e DB entre dans Strasbourg. La ville est libérée. Leclerc s’adresse alors aux Alsaciens en ces termes: « La flèche de votre cathédrale est demeurée notre obsession. Nous avions juré d’y arborer de nouveau les couleurs nationales. C’est chose faite. »

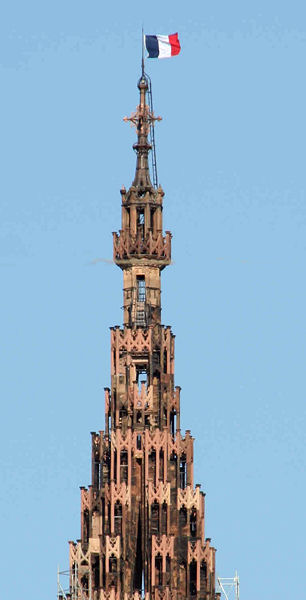
Le « serment de Koufra » : Jurez de ne déposer les armes que lorsque nos couleurs, nos belles couleurs, flotteront sur la cathédrale de Strasbourg. Général Leclerc.

- Mars-avril 1945 : Poche de Royan

#### Le Berghof, la résidence secondaire de Hitler
Le 4 mai 1945, un détachement de la 2e DB arrive à Berchtesgaden. Selon certains auteurs, les éléments de la 2e DB sont les premiers à s'introduire dans le Kehlsteinhaus (le nid d'aigle), dès la nuit du 4 au 5 mai (le Berghof et le nid d'aigle sont deux bâtiments différents, proches l'un de l'autre).
En réalité, plusieurs unités revendiquent le fait que leurs hommes aient atteint les premiers le « Nid d'aigle », notamment :
- Les éléments de la 2e division blindée française, Georges Buis et Paul Repiton-Préneuf, qui auraient été présents dès la nuit du 4 au 5 mai, et auraient dû partir le 10 sur demande du commandement américain, après avoir pris de nombreuses photographies[9].
- La 3e division d'infanterie américaine, soutenue par les écrits de Herman Louis Finnell, du 7e régiment, 1re compagnie[10], ce que confirme le général Maxwell D. Taylor[11], affirma avoir été présente dès le 10 mai.
- L’Easy Company, du 506e régiment d'infanterie, 101e division aéroportée américaine[12] prétend également être arrivée la première.

#### Pertes

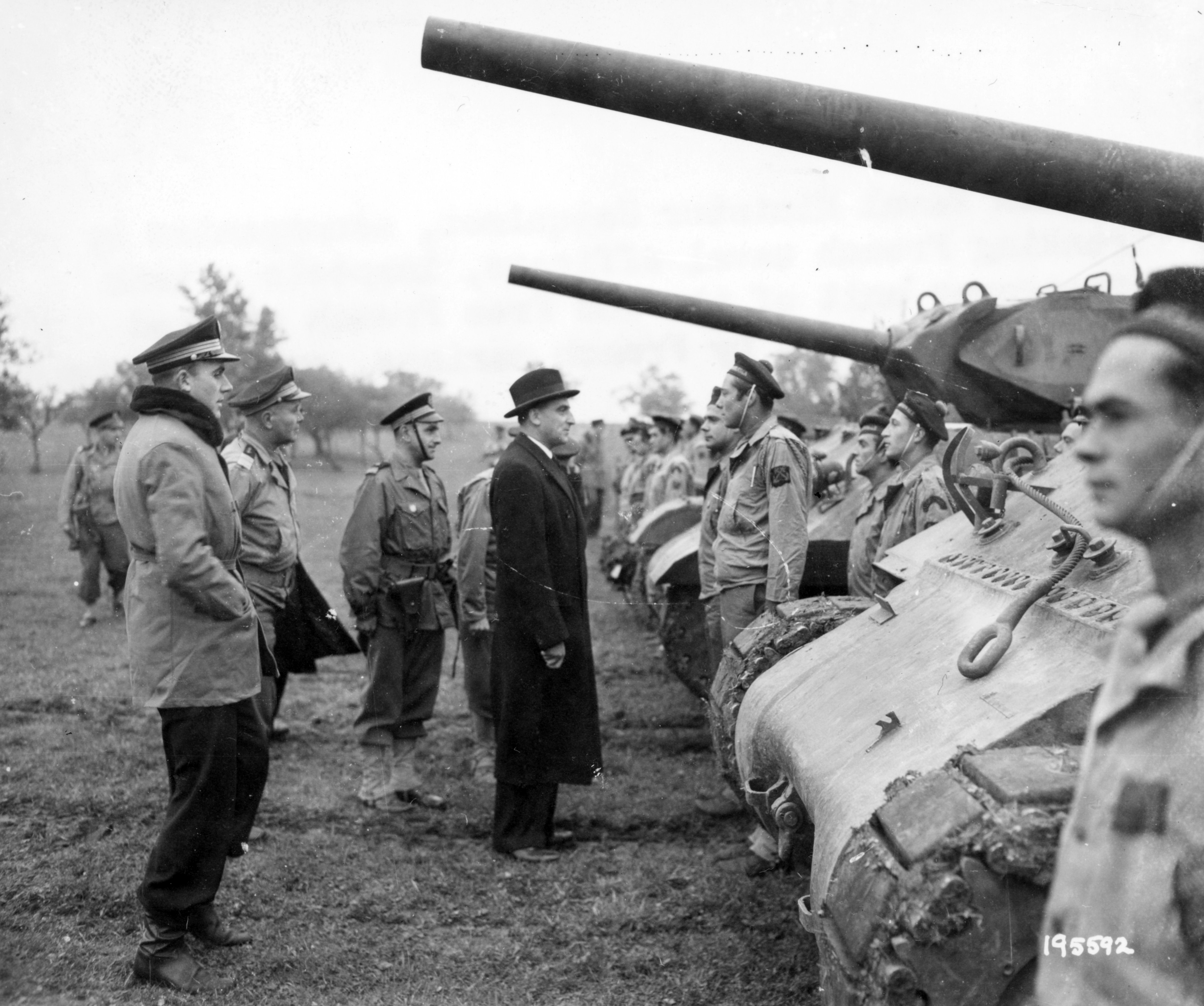
Le ministre de la marine Louis Jacquinot, accompagné d'officiers de la marine française, inspecte des tanks destroyers M10 Wolferine du Régiment blindé de fusiliers-marins, 9 octobre 1944.

L'unité compte 1 687 tués dont 108 officiers, 5 000 blessés et 58 tanks légers et moyens perdus tandis qu'elle cause aux forces de l'Axe la perte de 12 000 soldats tués, ainsi que 11 000 prisonniers allemands capturés à Paris, 6 000 prisonniers allemands capturés à Strasbourg, enfin 118 tanks lourds et moyens détruits.
Le Service historique de la Défense indique 1 224 tués (dont 96 Nord-Africains) et 5 257 blessés (dont 584 Nord-Africains) du 4 août 1944 au 8 mai 1945.
Le Monument commémoratif place du 25 août 1944 à Paris énumère les noms de 1 658 soldats de Leclerc morts pour la France entre 1940 et 1946. Près de 8 % sont des soldats maghrébins.

### Après-guerre
La division revient en France à partir du 23 mai 1945. Elle défile le 18 juin 1945 à Paris, ouvrant le passage des unités motorisées, Leclerc en tête dans son char Sherman « Tailly ». Le 22 juin, la division défile à nouveau devant Leclerc qui part rejoindre l'Indochine française.
Le 1er septembre 1945, la division forme un groupement de marche (GM), sous les ordres du lieutenant-colonel Massu. Ce groupement est destiné à accompagner Leclerc au sein du Corps expéditionnaire français en Extrême-Orient. Le GM participe aux premiers combats contre le Việt Minh, en Cochinchine puis au Tonkin, avant d'être dissous en novembre 1946.
La 2e DB est dissoute le 31 mars 1946.
Héritière des traditions de la 2e division blindée à partir de 1960, la 2e brigade blindée reprend de 1979 à 1999 la désignation 2e division blindée.

## Traditions

### Insigne

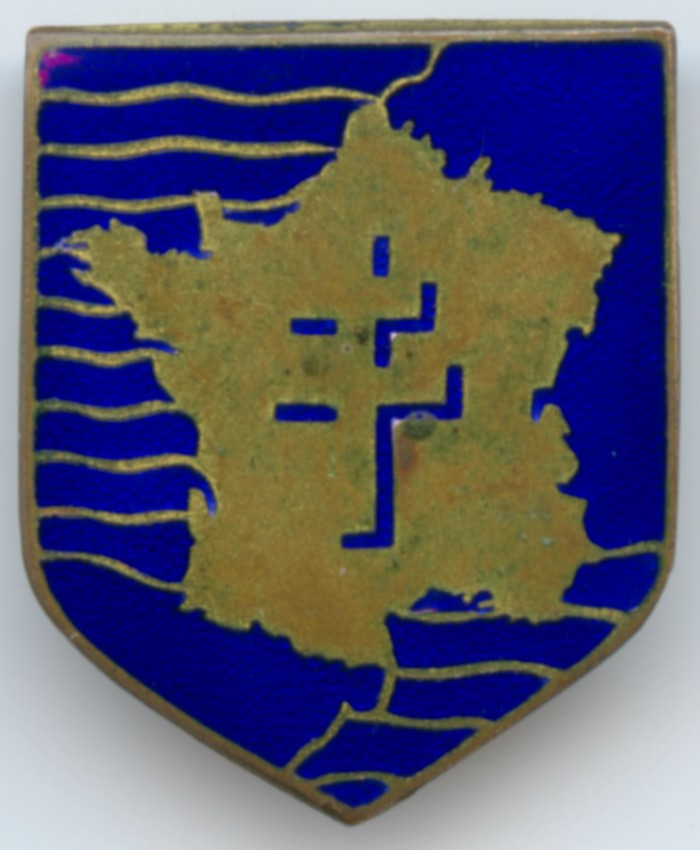
Insigne de la 2e DB
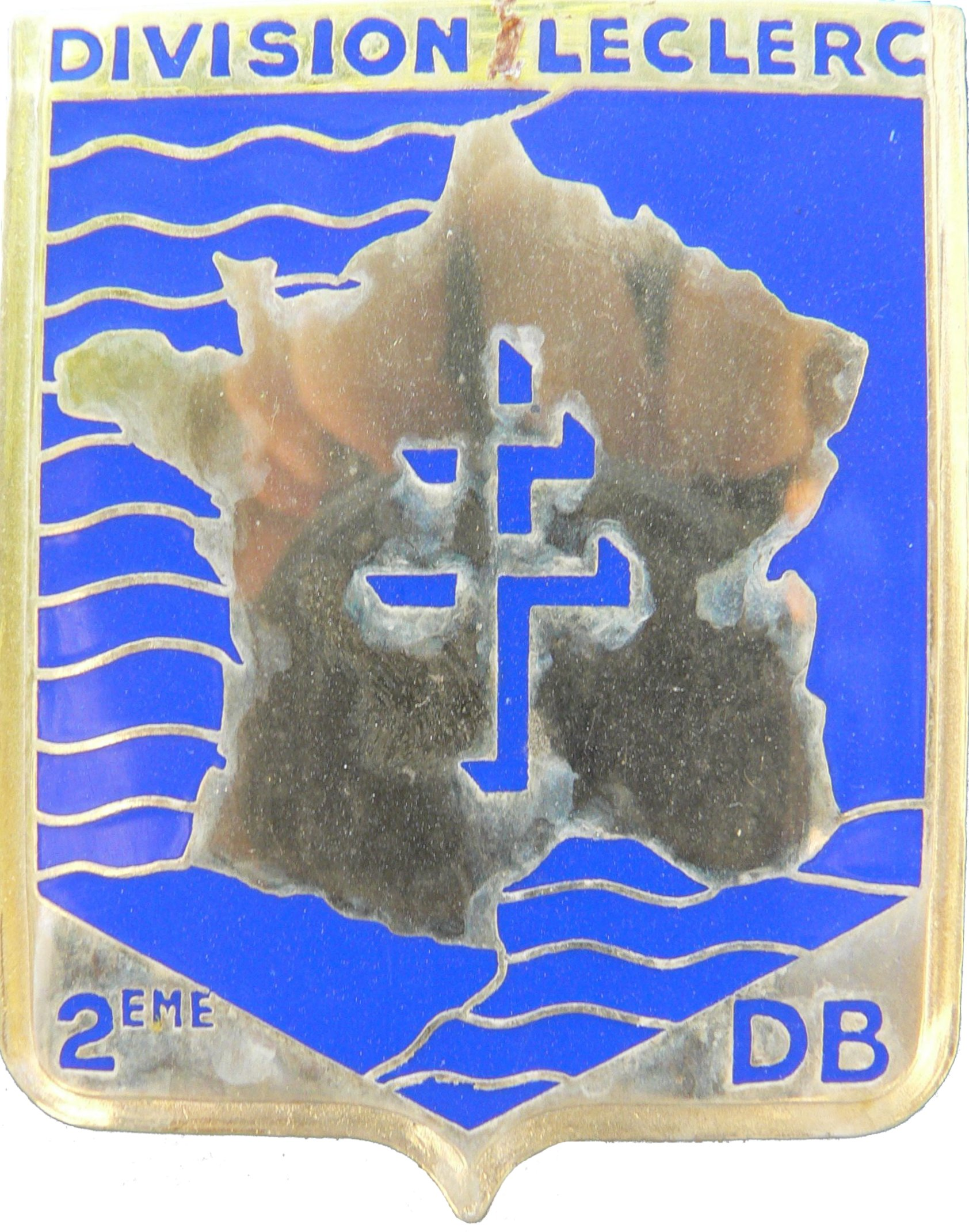
Autre insigne de la 2e DB, type commémoratif.

### Marche

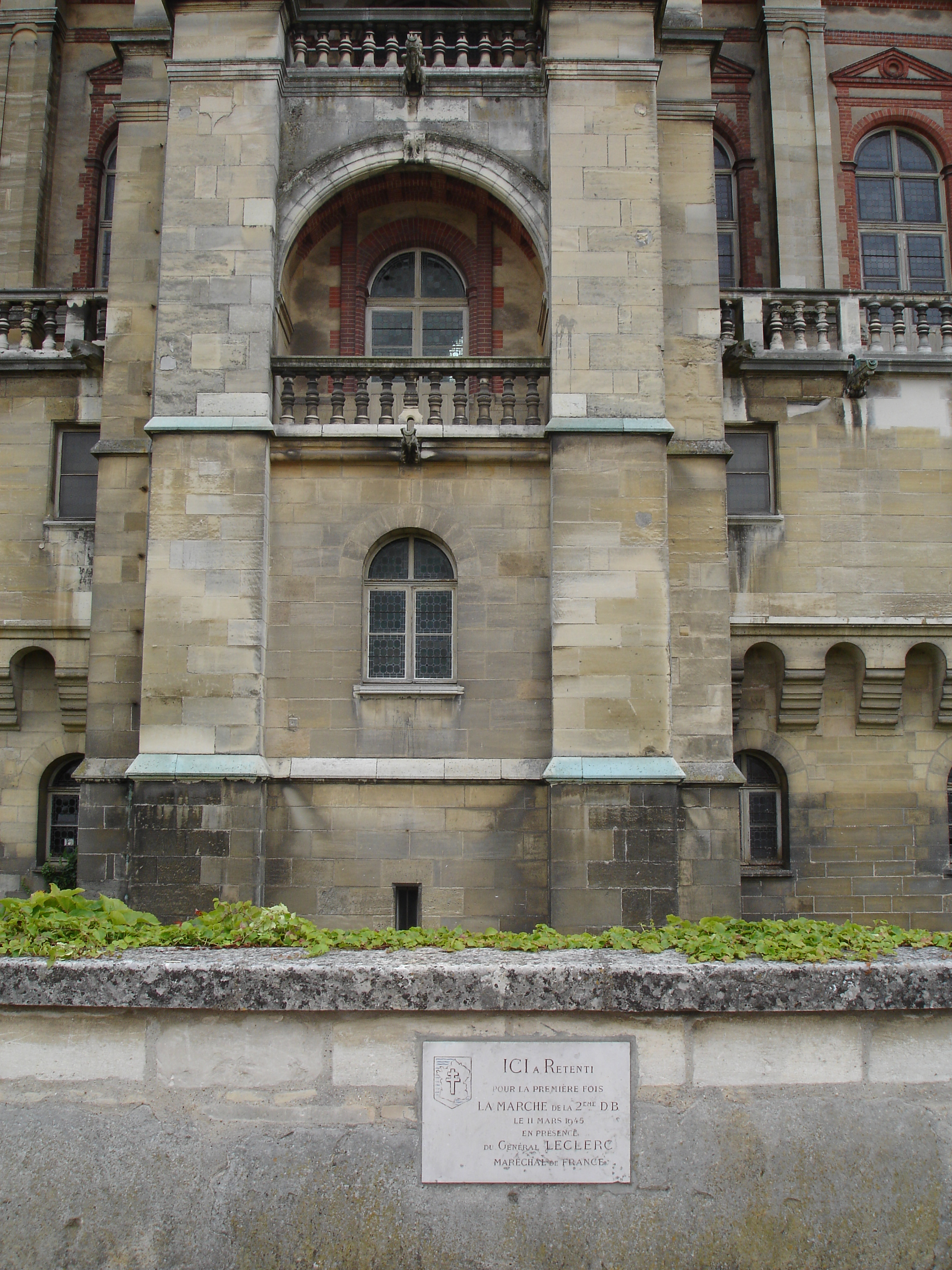
Ici a retenti pour la première fois la marche de la 2e D.B. le 11 3 1945 en présence du Général Leclerc maréchal de France.

La marche de la 2e DB a été composée par Maurice Le Roux en 1944 et interprétée pour la première fois au château de Saint-Germain-en-Laye le 11 mars 1945 en présence du général Leclerc. Une plaque apposée dans les jardins du château rappelle cet événement.

### Décorations
La 2e DB a été citée deux fois à l'ordre de l'Armée (28 décembre 1944 et 10 janvier 1945) et a reçu la Presidential Unit Citation notamment pour la libération de Strasbourg.

#### Unités
- Fourragère de l’Ordre de la Libération[20]
  - Régiment de Marche du Tchad
  - 501e Régiment de Chars de Combat
  - 1er Régiment de Marche de Spahis Marocains
  - 3e Régiment d'Artillerie Coloniale
- Fourragère avec olive aux couleurs du ruban de la médaille militaire et de la Croix de guerre 1939-1945 (quatre citations à l'ordre de l'Armée)
  - Régiment de Marche du Tchad
- Fourragère aux couleurs du ruban de la Croix de guerre 1939-1945 (deux-trois citations à l'ordre de l'Armée)
  - 501e Régiment de Chars de Combat
  - 12e Régiment de Chasseurs d'Afrique
  - 12e Régiment de Cuirassiers
  - 1er Régiment de Marche de Spahis Marocains
  - 64e Régiment d'Artillerie d'Afrique
  - 3e Régiment d'Artillerie Coloniale
  - 40e Régiment d'Artillerie Nord-Africain

## Hommages

### Monuments

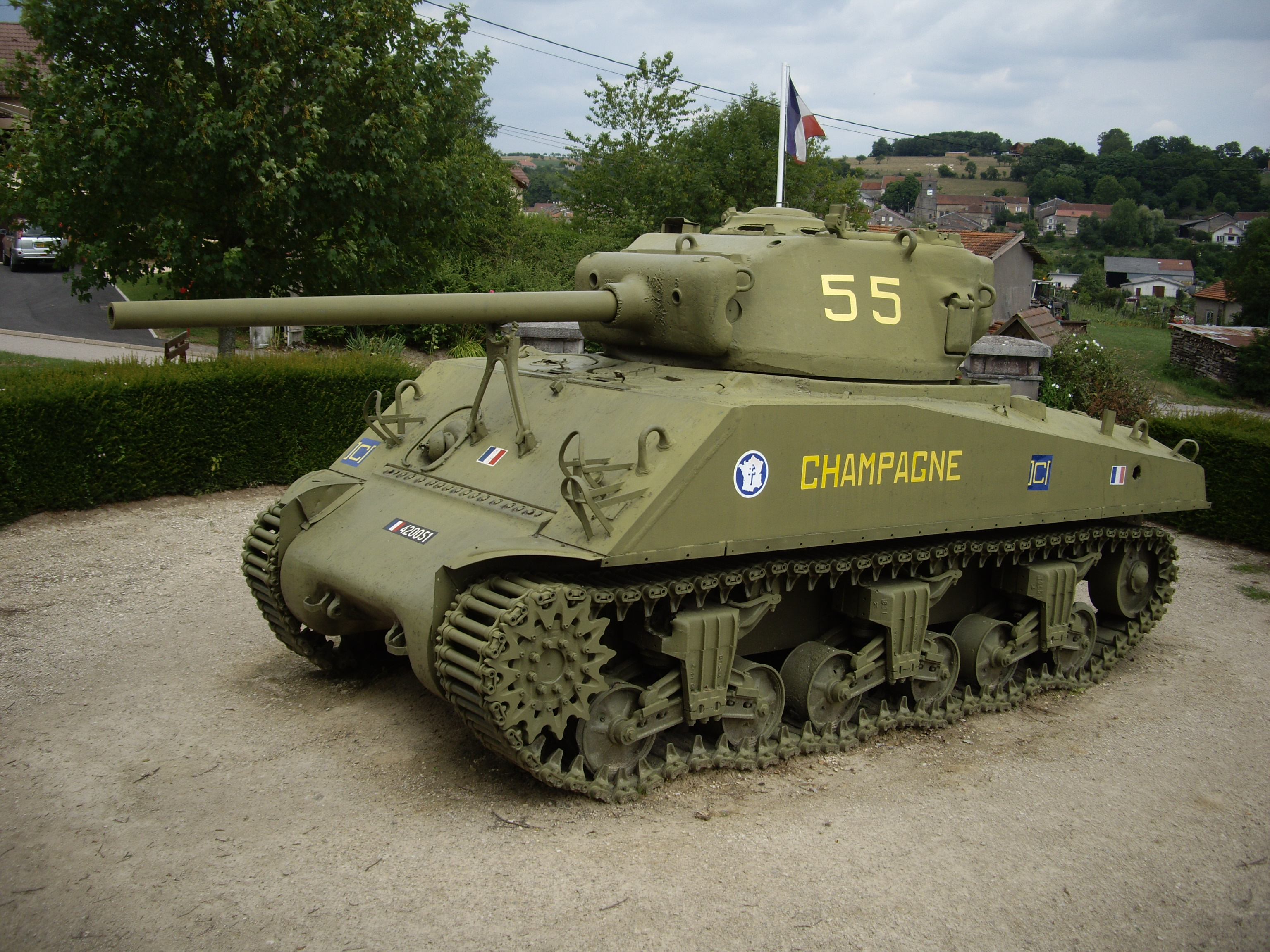
Le char Sherman « Champagne » du 12e RCA, mis hors de combat le 13 septembre 1944 à Ville-sur-Illon, toujours préservé.

Plusieurs monuments ont été érigés en hommage à la 2e DB. C'est notamment le cas à Fyé (Sarthe) au sud d'Alençon, œuvre du sculpteur G. Humeau qui porte une liste des hommes tués à l'ennemi, ainsi que les victoires de la colonne.
Quelques chars américains ayant fait partie de la 2e division blindée et ayant été détruits au combat, notamment des M4 Sherman, ont été préservés jusqu'à nos jours :
- Le M4A2 Sherman « Valois »du 12e RCA, détruit le 13 août 1944, est préservé dans la forêt d'Écouves ;
- Le M4A2 Sherman « Keren », du 501e RCC, détruit le 12 août 1944, est préservé à Saint-Christophe-le-Jajolet ;
- Le M4A2 Sherman « Massaoua », du 501e RCC, détruit le 15 août 1944, est préservé à Écouché ;
- Le M4A2 Sherman « Romilly », l'un des 3 chars à être entrés en premier dans Paris le 24 août 1944, est préservé à Romilly-sur-Seine ;
- L'obusier automoteur M8 « Edith », du 1er Régiment de Marche de Spahis Marocains, détruit le 11 septembre 1944, est préservé à Andelot ;
- Le M4A3 Sherman « Champagne », du 12e RCA, mis hors de combat le 13 septembre 1944, est préservé à Ville-sur-Illon ;
- Le M4A2 Sherman « Mort-Homme », du 501e RCC, détruit le 17 novembre 1944, est préservé à Badonviller ;
- Le M4A3 Sherman « Bourg-la-Reine », du 12e Régiment de Cuirassiers, détruit le 22 novembre 1944, est préservé à Phalsbourg ;
- Le M4A2 Sherman « Chemin des Dames », du 501e RCC, mis hors de combat le 26 janvier 1945, est préservé à Grussenheim ;
- Le M4A2 Sherman « Corse », du 12e RCA, ayant participé notamment à la bataille de Dompaire, est préservé au musée des blindés de Saumur ;
- Le M4 Sherman « Moghrane » (obusier 105 mm), du 12e RCA, ayant combattu à Paris et Dompaire, est préservé dans une collection privée ;Sherman « Moghrane »

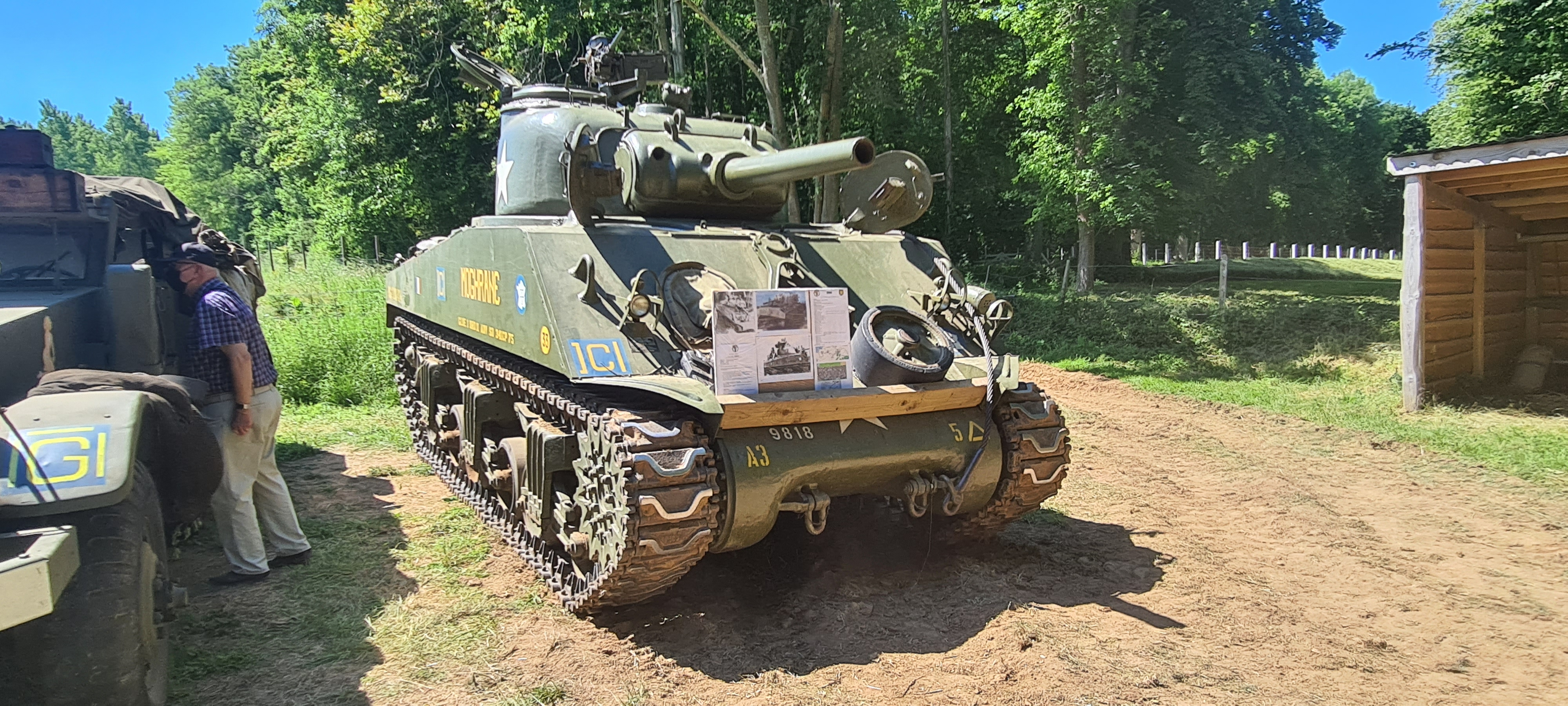
Sherman « Moghrane »

- Le tank destroyer M10 Wolverine « Souffleur II » est préservé dans une collection privée de l'Essonne ;
- Le M4A2 Sherman « Harstadt »  est préservé dans un village à Grugé-l'Hôpital en Maine-et-Loire.

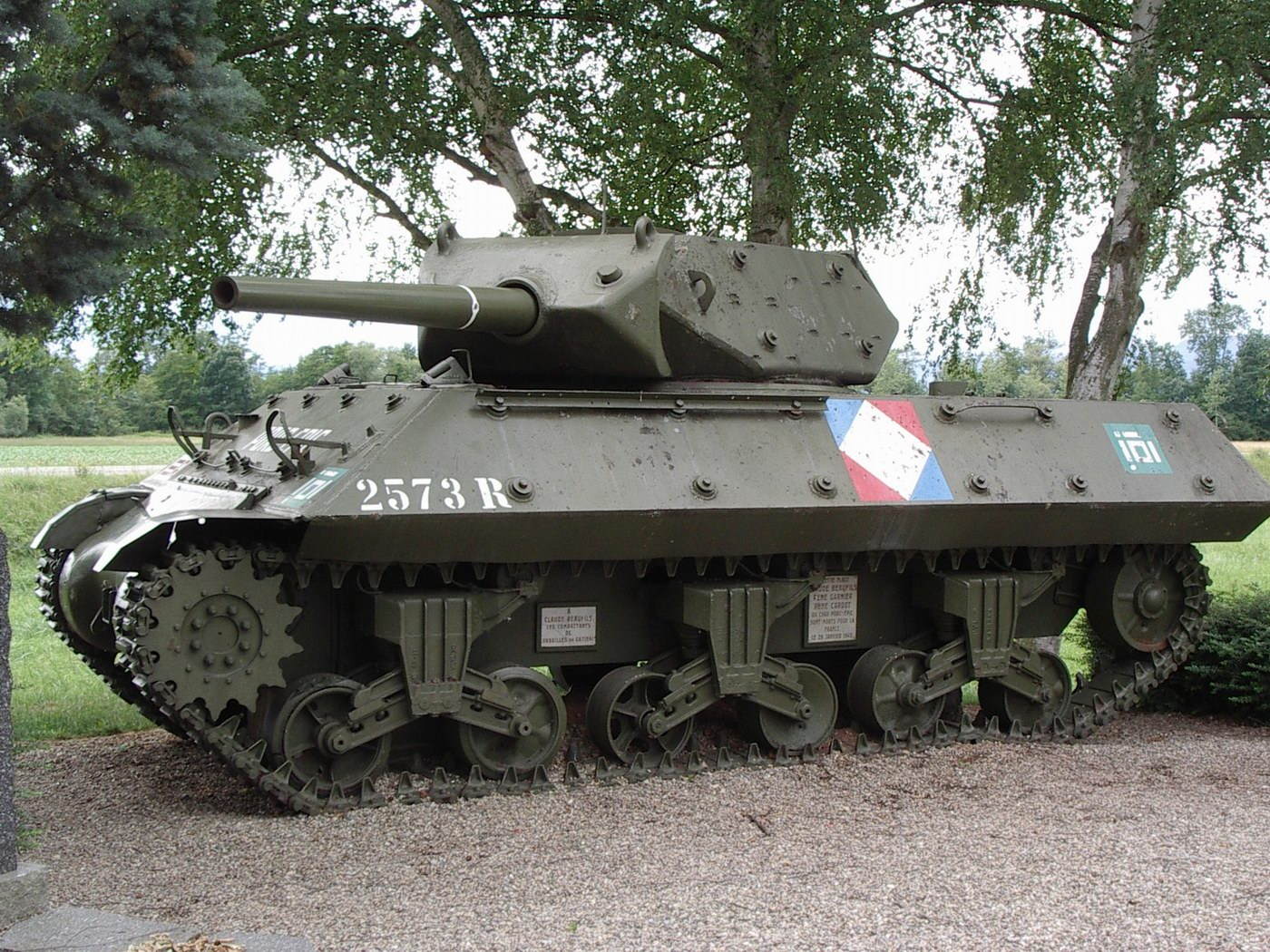
Chasseur de chars M10 ou char Destroyer du 8e RCA « Illhauesern 1 ».

D'autres chars et véhicules représentant la 2e division blindée sont préservés comme monuments ou dans des collections en France, mais ce ne sont pas les véhicules originaux ayant participé aux combats.

### Mémoire
À partir de 1946 et jusqu'en 1952, les anciens de la division établissent leur foyer dans le petit hôtel de Villars, au no 118, rue de Grenelle (Paris), sous la protection de la veuve du marquis de La Ferronnays, propriétaire des lieux. À leur départ, l'hôtel est confié à la communauté apostolique Saint-François-Xavier, fondée par Madeleine Daniélou, pour y installer l'école de jeunes filles Sainte-Marie des Invalides, devenue en 2016 le lycée Paul Claudel-d'Hulst[réf. nécessaire].
En octobre 2009, huit tombes de soldats marocains de la 2e DB inhumés au carré militaire du cimetière de Montjoie-Saint-Martin ont été recouvertes de symboles nazis. Ces soldats avaient participé au sein de la 2e DB à la libération d'Avranches, située à une trentaine de kilomètres. Le carré militaire de ce cimetière civil comprend aussi deux tombes de soldats français qui n’ont pas été dégradées.

## Commandants de la division
- 28 juin 1943 : Général Leclerc ; la DFL devient la 2e DB.
- 22 juin 1945 : Colonel puis général Dio (passation de commandement)

## Composition
- Colonne Leclerc : 100 Français et 300 Africains[24]
- Force L : 800 Français et 4 000 Africains[24]
- 2e DB : 2 500 Français libres, 4 000 évadés de France, 1 000 Nord-Africains, 63 Rochambelles, auxquels ont suivi 5 000 engagés volontaires en France[24]

Selon la Revue historique des armées du Service historique de la Défense, la 2e DB comporte, lors du débarquement de Normandie, environ 14 000 hommes dont 3 350 « sujets de l'Empire » et est composée à égalité de « maréchalistes » et de « gaullistes » (anciens du Tchad, engagés de Tunisie, Corps franc d'Afrique, évadés de France…).
Selon Jean-François Muracciole, la 2e DB comportait lors de la libération de Paris, 7 000 hommes des unités de l'Armée d'Afrique (dont environ 1 300 soldats maghrébins, soit près de 10 % des effectifs), 4 000 FFL (vétérans du Tchad et de la « colonne volante ») et 2 500 évadés par l'Espagne

### Unités de la2eDBen 1944

#### Unités de combat
- 3 Régiments de chars :
  - 501e Régiment de Chars de Combat
  - 12e Régiment de Chasseurs d'Afrique
  - 12e Régiment de Cuirassiers
- 1 Régiment de reconnaissance :
  - 1er Régiment de Marche de Spahis Marocains (automitrailleuses)
- 1 Régiment de chasseurs de chars :
  - Régiment blindé de fusiliers-marins (tanks destroyers M10 Wolverine)
- 1 Régiment d'infanterie portée :
  - Régiment de Marche du Tchad
    - 1er bataillon du Régiment de marche du Tchad
    - 2e bataillon du Régiment de marche du Tchad
    - 3e bataillon du Régiment de marche du Tchad
- 3 Régiments d'Artillerie :
  - 3e Régiment d'Artillerie Coloniale
  - 64e Régiment d'Artillerie
  - 40e Régiment d'Artillerie Nord-Africain
- 1 groupe d'Artillerie anti-aérienne :
  - 22e groupe colonial de F.T.A.
- 1 bataillon du Génie :
  - 13e Bataillon du Génie
    - 3 Compagnies de combat et d'équipage de pont
      - Unités de transmissions
      - Unités de transport
      - Service
- 1 bataillon médical :
  - 3 compagnies médicales :
    - 1re compagnie médicale et groupe d'ambulancières Rochambeau (Rochambelles)
    - 2e compagnie médicale et groupe d'ambulancières de la Marine (Marinettes)
    - 3e compagnie médicale et groupe de volontaires anglais (quakers)

- 1 détachement de la circulation routière (DCR)

Total des véhicules de combats à la formation :
- 85 Chars légers M3 Stuart (type M3A3)
- 165 Chars moyens M4 Sherman
- 36 Chasseurs de chars M10 Wolverine
- 64 automitrailleuses
- 664 Half-tracks et Scout Car
- 27 Obusiers de 75 mm automoteurs (type M8 HMC)
- 54 Obusiers de 105 mm automoteurs (type M7 Priest)

#### Unités organiques
- Compagnie de transmissions 97/84
- 97e compagnie de quartier général
- 197e compagnie de transport
- 297e compagnie de transport
- 397e compagnie de circulation routière
- 497e compagnie de services
- 13e groupe d'exploitation
- 15e groupe d'escadrons de réparation
- 13e bataillon médical

### Regroupement tactique des unités pendant la charge de Strasbourg (novembre 1944)

#### Groupement de Louis Dio
- 1er bataillon du Régiment de marche du Tchad
- 12e Régiment de Cuirassiers
- 3e Régiment d'Artillerie Coloniale
- 1re Compagnie du Génie
- 1re compagnie médicale
- 4e puis 5e esc de Spahis Marocains [réf. souhaitée]
- 1 escadron de tanks-destroyers du Régiment blindé de fusiliers-marins

#### Groupement de Langlade
- 2e bataillon du Régiment de marche du Tchad
- 12e Régiment de Chasseurs d'Afrique
- 40e Régiment d'Artillerie Nord-Africain
- 2e Compagnie du Génie
- 2e Compagnie Médicale
- 2e escadron de Spahis Marocains
- 1 escadron de tanks-destroyers du Régiment blindé de fusiliers-marins

#### Groupement Guillebon
- 3e bataillon du Régiment de marche du Tchad
- 501e Régiment de Chars de Combat
- 64e Régiment d'Artillerie
- 3e Compagnie du Génie
- 3e Compagnie Médicale
- 3e escadron de Spahis Marocains
- 1 escadron de tanks-destroyers du Régiment blindé de fusiliers-marins

#### Groupement  Rémy
- 1er, 4e, 6e, 7e et 8e escadrons de Spahis Marocains
- 1 escadron de destroyers du Régiment blindé de fusiliers-marins

Appoints variables en artillerie et en génie